# Joe Raposo
Joe Raposo   (1970) és un músic estatunidenc conegut per ser el baixista del grup de punk rock californià Lagwagon.

## Trajectòria
Raposo va començar la seva carrera el 1987 a l'edat de disset anys amb el grup de hardcore punk Rich Kids on LSD, on va romandre fins a la seva dissolució el 1996 i després ha participat dels concerts de reunió. El 1995, Maximum Rocknroll va afirmar que Raposo era «el millor baixista de l'estat de Califòrnia». Va tornar a tocar amb RKL l'any 2003 (després que s'haguessin reformat un any abans) fins a la mort del cantant Jason Sears el 2006. Raposo es va unir a Lagwagon el 2010, en substitució del baixista original Jesse Buglione. Raposo també toca el baix al grup de versions Uke-Hunt i és el baixista de la banda A Vulture Wake, liderada per Chad Price d'All. El 2018, A Vulture Wake va publicar el seu primer àlbum titulat The Appropriate Level of Outrage.
Raposo també ha tocat el baix amb The Real Mckenzies, Me First and the Gimme Gimmes i Mad Caddies. A més, Raposo toca el baix amb el grup de fusió King City, amb seu a San Francisco, amb el seu company de Lagwagon, Chris Rest, i en alguns concerts de Dwarves.